# Топуридзе, Константин Тихонович
Константи́н Ти́хонович Топури́дзе (20 апреля 1905 — 23 июля 1977, Москва, СССР) — советский архитектор, художник, реставратор, историк, педагог и литератор. Работал в Ленинграде и Москве.

## Биография
Архитектор К. Т. Топуридзе — автор фонтанов: «Дружба народов», «Золотой колос», «Каменный цветок», сооруженых в 1954 году на Выставке достижений народного хозяйства (ВСХВ, ВДНХ) в Москве.
В 1934 году построил в Ленинграде комплекс домов для работников фабрики «Красный треугольник».
По проектам Топуридзе в Москве в 1940 году были построены мосты: Лефортовский, Госпитальный, и Костомаровский в 1941 году.
В 1970 году под редакцией К. Т. Топуридзе публикуется перевод В.Н. Зайцева книги Ле Корбюзье «Жилая единица в Марселе» («L'Unité d'habitation de Marseille», Le Corbusier, 1950) по изданию «Ле Корбюзье. Архитектура XX века».

Могила

В 1969 году у него случился первый инфаркт, умер от второго инфаркта в 1977 году.
Похоронен в Москве, на Введенском кладбище (3 уч.).

## Семья
- Жена — актриса Рина Зелёная (Екатерина Васильевна Зелёная)[5].
- Брат — скульптор Валентин Багратович Топуридзе.

## Публикации
- Топуридзе К. Казань. — М.: Изд-во Академии архитектуры СССР, 1945. — 96 с. — (Сокровища русского зодчества). — 10 000 экз.